# Agrostis gigantea
Agrostis gigantea é uma espécie de gramínea do gênero Agrostis, pertencente à família Poaceae.